# 고사카 마코토
고사카 마코토(일본어: 小坂 誠 こさか まこと[*], 1973년 7월 2일 ~ )는 일본의 전 프로 야구 선수이자 야구 지도자이며, 현재 지바 롯데 마린스의 2군 내야 수비 주루 코치이다.

## 인물

### 프로 입단 전
미야기현 출신으로 초등학교 시절 때부터 야구를 시작하며 소년 야구팀에서 활약했고, 미야기현 시바타고등학교 시절에는 고시엔 대회 출전 경력은 없었다. 고교 졸업 후 사회인 야구팀인 JR동일본 도호쿠 경식 야구부에 입단하여 활동하다가 이후 1996년 프로 야구 드래프트 회의에서 지바 롯데 마린스로부터 드래프트 5순위로 지명을 받고 입단, 등번호는 00번으로 배정을 받았다.

### 지바 롯데 마린스 시절
입단 첫 해인 1997년, 신인이면서 유격수라는 수비 보직을 차지하며 주전 선수로 뛰는 등 3월과 4월의 월간 MVP에 선정되었고, 시즌 전 경기인 135경기를 모두 출전하면서 맹활약을 한 공로로 퍼시픽 리그 신인왕에 선정되었다. 그 해에 기록한 시즌 56개의 도루는 지금까지의 신인 최다 기록인 사토 다카오의 45개의 도루를 훨씬 더 뛰어넘을 정도의 기록이며 현재까지도 이 기록은 깨지지 않았다.
이듬해 1998년에는 등번호를 1번으로 변경되면서 시즌 최다인 43개의 도루를 기록하여 도루왕 타이틀을 석권했다(고의성 보크 의혹에 의한 도루 저지 문제도 발생하였다).
데뷔 2년 째인 1999년에는 처음으로 골든 글러브상을 수상하면서 이후 2001년까지 3년 연속 수상했다. 2000년에 33개의 도루를 기록하여 통산 두 번째가 되는 도루왕을 타이틀을 획득, 다음해 2002년에는 오른쪽 다리 골절의 영향으로 입단 첫 해부터 시작된 연속 시즌 100안타 달성이 5년 만에 멈추게 되는 불명예를 안게 되었다. 2003년에는 개인 통산 50개의 3루타 달성했고, 2004년에 지바 롯데의 감독으로 취임한 바비 밸런타인으로부터 “땅볼보다 플라이 개수가 많다”라는 지적을 받으면서 굴리는 배팅으로부터 외야에 날리는 배팅 스타일을 바꾸기도 했다. 시즌 도중부터 안경 착용을 시작하면서 2007년부터 컨택트 렌즈의 착용을 시도했던 시기도 있었지만 현재는 안경과 껌이 플레이 스타일로서 정착하고 있다.
2005년 4월 22일에 개인 통산 1000경기 출전(역대 401번째) 기록을 현지 미야기현의 풀캐스트 스타디움 미야기에서 달성했고, 6월 5일에는 통산 250개의 도루를 달성했다. 이후 니시오카 쓰요시, 호리 고이치 등과 함께 3명이서 선발 로테이션을 하는 독특한 시스템 하에(출전 경기는 모두 유격수) 활약하면서 팀은 31년 만의 리그 우승과 일본 시리즈 우승에 공헌했고, 동시에 골든 글러브상을 수상했다. 시즌 종료 직후인 12월 21일에는 현금 트레이드로 요미우리 자이언츠에 전격으로 이적하여 지바 롯데에서 달았던 등번호 1번이 요미우리에서는 영구 결번이 되어 있는 상태이기 때문에 등번호인 2번으로 결정했다.

### 요미우리 자이언츠 시절
2006년 요미우리의 감독으로 복귀한 하라 다쓰노리의 구상으로 인해 3루수인 고쿠보 히로키, 유격수 니오카 도모히로, 2루수 니시 도시히사 등 내야의 수비진들이 확정되어 있었기 때문에 ‘신생 하라 교진’(新生原巨人)의 캠프에서는 ‘내야 수비·주루의 스페셜리스트’로서 2루·3루 수비에 주전 2루수인 니시가 극도의 타격 부진도 있어 개막전 2번·2루수의 선발 멤버로 출전하게 되었다. 그 해에는 2루수로서의 기용이 대부분되었다. 4월 15일의 요코하마 베이스타스와의 경기(5차전, 요코하마 스타디움)에서 개인 통산 1000안타를 달성, 5월 24일 요미우리에 이적한 이후 처음으로 경기 수훈 선수로 선정돼 히어로 인터뷰의 주인공이 되었다.
그러나 1할 대의 타율과 극심한 부진이 일어나는 등 후반기에는 수비 대주자 요원으로 기용되어 팀내 신인 선수인 와키야 료타가 우선적으로 기용되기도 했다. 팀내 부상자가 속출하고 있는 가운데 이승엽과 니오카와 함께 시즌을 통해서 1군에 정착, 팀을 계속 유지했지만 시즌 종료 후에는 구단 측의 대폭적인 연봉 삭감 조치에 대해 받아 들이는 등 10월에는 교육 리그에 참가했다. 10월 27일 시즌 도중에 취득한 FA권을 행사하지 않고 요미우리에 잔류하겠다는 표명을 했다.
이듬해인 2007년에 등번호를 6번으로 변경, 3월 30일에 센트럴 리그 개막전인 요코하마(요코하마 스타디움)전에서 사상 10번째인 통산 250개의 희생타를 달성했다. 다음 연도의 재계약을 맺으면서 센트럴 리그에 맞추어 타구를 올리는 타격 스타일 등을 수정하기도 했다. 시즌 초에는 개막전 선발 3루수로 출전해 볼넷을 기록하는 등의 활약은 했지만 팀의 극심한 빈타에 의해 니오카가 1군으로 승격하면서 선발 멤버는 니오카로 고정돼 니시가 요코하마로 이적한 후의 수비 보직인 2루수도 기무라 다쿠야나 와키야 료타로 기용되는 경우가 많았다. 출전 기회는 니오카와의 교대로 수비 고정, 또는 대주자로 한정되어 1시즌을 통한 안타 개수는 불과 3안타에만 그쳤다. 하반신에 불안을 안고 있는 니오카의 백업 요원으로서 팀의 리그 우승에 기여했지만 갑작스런 어깨 부상으로 인해 8월 3일의 출전을 마지막으로 1군 등록이 말소되는 시련을 겪었다.
2008년에는 2007년까지 단 한 번 밖에 지켰던 적이 없었던 3루를 차지하는 일도 많아졌다. 부상의 후유증도 없었고 3루에서도 견실한 수비를 보여주었다. 젊지만 손질을 덜한 사카모토 하야토가 유격수로서 대두되어 니오카의 본격적인 3루로의 수비 변경이 결정되기도 하였고, 계속해서 스페셜 리스트로서의 역할이 기대되고 있었지만 젊은 선수와 중견 선수들의 기대 이상 활약으로 인해 타격 부진도 있어 출전 경기 수는 개인 최저인 13경기 출전에 그쳤을 뿐만 아니라 프로 데뷔 이래 처음으로 1군에서의 무안타에 그치기도 했다.
시즌 종료 후인 11월, 현금 트레이드로 도호쿠 라쿠텐 골든이글스의 이적이 공식 발표되어 등번호는 32번으로 결정되었다. 요미우리로부터 2군 코치를 맡아달라는 요청이 있었지만 “현역을 고집하고 싶다는 마음에 스스로 이적을 신청했다”라고 말했다.

### 도호쿠 라쿠텐 골든이글스 시절
라쿠텐에 이적 후 구단 최초의 미야기 현 출신 선수가 되면서 지바 롯데와 요미우리 시절에 계속 불리던 응원가는 라쿠텐에서는 사용되지 않고 새롭게 만들어진 응원가에는 《미야기의 별》(宮城の星)이라는 제목의 응원가가 나오게 되었다.
5월에는 주전 선수 두 명이 연달아 부상에 시달리면서 고사카의 출전 기회는 증가되었다. 5월 3일의 오릭스 버펄로스와의 경기에서 8회 1아웃 상황에 3루에서의 대주자로 출전, 내야 전진 수비 중 내야 땅볼 사이에 결정적인 주루 플레이로 홈을 빠뜨리는 등 결승점을 만들어 내기도 했다. 그의 결정적인 주루 플레이에 대한 높은 평가를 받으면서 구단 최초의 미야기 현 출신다운 팀내 간판 내야수로 자리매김 했다. 5월 25일의 요코하마 베이스타스전에서 요미우리 시절에 단 한번도 없었던 홈런을 4년 만에 기록을 하게 되었고, 8월 16일 지바 롯데와의 경기에서는 끝내기 안타를 기록하는 등 라쿠텐 입단 초부터 기대 이상의 플레이를 보여주면서도 후반기에 가끔 선발로도 출전해 폭넓은 활약을 하는 등 팀의 상위권 진출에 기여하는 역할을 했다.
이듬해 2010년 1월 트레이닝 도중에 허리를 다쳐 전치 3주의 진단을 받았고 정규 경기에서는 7경기에만 출전하면서 10월 1일자로 방출 통보를 받음과 동시에 현역 생활을 은퇴했다.

### 그 후
2010년 11월 1일에는 라쿠텐의 2군 육성 코치(야수 담당)로 발탁됐고 이듬해 2011년 5월 15일에 2군 내야 수비 주루 코치로 보직 이동됐다. 2012년에는 육성 코치(야수 담당)로 복귀할 예정이었지만, 후임이었던 다네다 히토시가 1월에 라쿠텐을 퇴단했기 때문에 계속 2군에서의 내야 수비 주루 코치를 맡게 됐다. 2013년 11월 5일에 라쿠텐을 퇴단했다.
2014년부터 2016년까지 홋카이도 닛폰햄 파이터스 2군 내야 수비 코치를 맡았고 2017년에는 요미우리 자이언츠 2군 내야 수비 주루 코치를 역임했다.
2017년 12월에 지바 롯데 2군 내야 수비 주루 코치로 발탁돼 자신으로서는 13년 만에 친정팀으로 복귀하게 됐다.

## 플레이 스타일
프로 야구 선수로서는 몸집이 작은 체격이지만 특히 주루와 수비의 기술에는 매우 뛰어날 정도였다. 골든 글러브상을 통산 4차례나 받은 적도 있어 현역 유격수 중에서는 최고봉일 정도의 수비 능력을 자랑하고 있다. 타석에 들어설 때도 심판에게 가볍게 인사하는 일이 많다.

### 타격·주루
타율 자체는 낮지만 선구안이 뛰어나 타율의 나누기에 출루율이 높고 삼진도 약간 적다. 잔기술에도 뛰어나 희생타 개수가 많다. 통산 홈런 개수는 19개로 적은 편이지만 2000년 3월 26일 시범 경기인 요코하마전에서 1이닝 2홈런을 기록했다. 이 경기에서는 지바 롯데의 한 때 홈구장에서 좁은 곳으로 유명했던 가와사키 구장의 해체 기념 최종전에서 1군과 2군을 합해 10개 홈런이 나와 점수도 22-6(지바 롯데 승리)라고 하는 난타전이었다. 몸집이 작은 체격이기 때문에 파워가 없다고 생각하기가 쉽지만 넓은 구장인 후쿠오카 돔에서 홈런을 날린 적도 있다.
주루의 기술도 높으면서 도루왕을 두 차례, 리그 최다인 3루타를 무려 네 차례나 기록하고 있다. 그 빠른 발은 우중간이 좁은 도쿄 돔에서 우중간에 발한 타구로 손쉽게 3루에 도달할 정도이다.

### 수비의 평가
빠른 발과 포지셔닝, 타구 반응의 속도, 타구감 등에서 오는 넓은 수비 범위, 교과서와는 통할 정도의 형용되는 포구로 일체화한 안정된 송구, 부드러운 글러브 다루기나 병살의 처리 등 모두가 프로 최고의 수준이다. 그 수비 범위의 넓이는 ‘고사카 존’(小坂ゾーン)이라고 형용될 정도였다.

## 상세 정보

### 출신 학교
- 미야기현 시바타 고등학교

### 선수 경력
사회인 시대
- JR 동일본 도호쿠

프로팀 경력
- 지바 롯데 마린스(1997년 ~ 2005년)
- 요미우리 자이언츠(2006년 ~ 2008년)
- 도호쿠 라쿠텐 골든이글스(2009년 ~ 2010년)

### 지도자 경력
- 도호쿠 라쿠텐 골든이글스 2군 육성 코치(2011년 ~ 2011년 5월 15일)
- 도호쿠 라쿠텐 골든이글스 2군 내야 수비 주루 코치(2011년 5월 16일 ~ 2013년)
- 홋카이도 닛폰햄 파이터스 2군 내야 수비 코치(2014년 ~ 2016년)
- 요미우리 자이언츠 2군 내야 수비 주루 코치(2017년)
- 지바 롯데 마린스 2군 내야 수비 주루 코치(2018년 ~ 2018년 5월, 2019년 ~ )
- 지바 롯데 마린스 1군 내야 수비 주루 코치(2018년 5월 ~ 2018년 12월)

### 수상·타이틀 경력

#### 타이틀
- 도루왕: 2회(1998년, 2000년)

#### 수상
- 신인왕(1997년)
- 골든 글러브상: 4회(1999년 ~ 2001년, 2005년)
- 월간 MVP: 1회(1997년 4월)
- JA 전농 Go·Go상: 1회(Magic Glove상: 2001년 6월)

### 개인 기록

#### 첫 기록
- 첫 출장·첫 선발 출장: 1997년 4월 5일, 대 닛폰햄 파이터스 1차전(도쿄 돔), 2번·유격수로서 선발 출장
- 첫 타석·첫 안타: 상동, 1회초에 니시자키 유키히로로부터 중전 안타
- 첫 타점: 상동, 2회초에 니시자키 유키히로로부터 우중간 2점 적시 2루타
- 첫 도루: 1997년 4월 8일, 대 긴테쓰 버펄로스 1차전(오사카 돔), 3회초에 2루 안착(투수: 다카무라 히로시, 포수: 마토야마 데쓰야)
- 첫 홈런: 1997년 8월 22일, 대 긴테쓰 버펄로스 20차전(오사카 돔), 1회초에 오카모토 아키라로부터 솔로 홈런

#### 기록 달성 경력
- 통산 200도루: 2002년 7월 22일, 대 오릭스 블루웨이브 15차전(지바 마린 스타디움), 6회말에 2루 안착(투수: 모토야나기 가즈야, 포수: 히다카 다케시) ※역대 63번째
- 통산 200희생타: 2003년 7월 12일, 대 오릭스 블루웨이브 18차전(Yahoo! BB스타디움), 3회초에 가네다 마사히코로부터 투수 앞 희생타 ※역대 25번째
- 통산 1000경기 출장: 2005년 4월 22일, 대 도호쿠 라쿠텐 골든이글스 3차전(풀캐스트 스타디움 미야기), 1번·유격수로서 선발 출장 ※역대 401번째
- 통산 250도루: 2005년 6월 3일, 대 한신 타이거스 4차전(한신 고시엔 구장), 1회초에 2루 안착(투수: 안도 유야, 포수: 야노 아키히로) ※역대 36번째
- 통산 1000안타: 2006년 4월 15일, 대 요코하마 베이스타스 5차전(요코하마 스타디움), 9회초에 니시 도시히사의 대타로 출장, 기즈카 아쓰시로부터 좌중간 2루타 ※역대 239번째
- 통산 250희생타: 2007년 3월 30일, 대 요코하마 베이스타스 1차전(요코하마 스타디움), 4회초에 미우라 다이스케로부터 투수 앞 희생타 ※역대 10번째

#### 기타
- 올스타전 출장: 5회(1997년, 1999년 ~ 2001년, 2003년)
- 시즌 수비율 퍼시픽 리그 유격수 기록: .994(2002년)
- 시즌 보살 퍼시픽 리그 유격수 기록: 492(2001년)
- 통산 3루타: 63개 ※역대 17위 타이(2011년 종료 시점)
- 통산 희생타: 267개 ※역대 10위(상동)

### 등번호
- 00(1997년)
- 1(1998년 ~ 2005년)
- 2(2006년)
- 6(2007년 ~ 2008년)
- 32(2009년 ~ 2010년)
- 86(2011년 ~ 2013년)
- 85(2014년 ~ 2016년)
- 70(2017년)
- 74(2018년 ~ )

### 연도별 타격 성적
| 연 도      | 소 속      | 경 기 | 타 석 | 타 수 | 득 점 | 안 타 | 2 루 타 | 3 루 타 | 홈 런 | 루 타 | 타 점 | 도 루 | 도 루 자 | 희 생 번 | 희 생 플 | 볼 넷 | 고 4 | 사 구 | 삼 진 | 병 살 타 | 타 율 | 출 루 율 | 장 타 율 | O P S |
| ---------- | ---------- | ----- | ----- | ----- | ----- | ----- | ------- | ------- | ----- | ----- | ----- | ----- | -------- | -------- | -------- | ----- | ---- | ----- | ----- | -------- | ----- | -------- | -------- | ----- |
| 1997년     | 지바 롯데  | 135   | 595   | 499   | 66    | 130   | 14      | 7       | 1     | 161   | 30    | 56    | 16       | 38       | 5        | 49    | 0    | 4     | 49    | 4        | .261  | .329     | .323     | .651  |
| 1998년     | 지바 롯데  | 124   | 527   | 430   | 51    | 100   | 12      | 8       | 3     | 137   | 33    | 43    | 11       | 48       | 6        | 40    | 2    | 3     | 48    | 3        | .233  | .299     | .319     | .617  |
| 1999년     | 지바 롯데  | 130   | 586   | 482   | 64    | 135   | 18      | 10      | 3     | 182   | 40    | 31    | 15       | 42       | 2        | 57    | 4    | 3     | 59    | 2        | .280  | .358     | .378     | .736  |
| 2000년     | 지바 롯데  | 135   | 559   | 462   | 57    | 110   | 17      | 4       | 1     | 138   | 30    | 33    | 11       | 23       | 5        | 69    | 2    | 0     | 69    | 4        | .238  | .334     | .299     | .633  |
| 2001년     | 지바 롯데  | 140   | 657   | 550   | 79    | 144   | 16      | 8       | 1     | 179   | 35    | 32    | 9        | 22       | 7        | 77    | 0    | 1     | 70    | 8        | .262  | .350     | .325     | .675  |
| 2002년     | 지바 롯데  | 93    | 380   | 334   | 35    | 82    | 13      | 6       | 1     | 110   | 15    | 11    | 3        | 18       | 0        | 26    | 0    | 1     | 54    | 2        | .246  | .302     | .329     | .631  |
| 2003년     | 지바 롯데  | 134   | 592   | 516   | 67    | 133   | 21      | 7       | 3     | 177   | 40    | 27    | 7        | 19       | 3        | 53    | 1    | 1     | 84    | 5        | .258  | .326     | .343     | .669  |
| 2004년     | 지바 롯데  | 89    | 300   | 242   | 33    | 61    | 9       | 3       | 1     | 79    | 26    | 6     | 8        | 21       | 3        | 31    | 0    | 1     | 37    | 1        | .252  | .336     | .326     | .662  |
| 2005년     | 지바 롯데  | 118   | 367   | 321   | 64    | 91    | 14      | 6       | 4     | 129   | 31    | 26    | 11       | 10       | 1        | 29    | 0    | 6     | 47    | 3        | .283  | .353     | .402     | .755  |
| 2006년     | 요미우리   | 92    | 255   | 218   | 24    | 40    | 5       | 2       | 0     | 49    | 12    | 4     | 4        | 8        | 2        | 22    | 2    | 5     | 41    | 3        | .183  | .271     | .225     | .496  |
| 2007년     | 요미우리   | 56    | 31    | 24    | 13    | 3     | 1       | 1       | 0     | 6     | 3     | 2     | 0        | 1        | 1        | 4     | 0    | 1     | 8     | 0        | .125  | .267     | .250     | .517  |
| 2008년     | 요미우리   | 13    | 7     | 7     | 1     | 0     | 0       | 0       | 0     | 0     | 0     | 1     | 0        | 0        | 0        | 0     | 0    | 0     | 2     | 0        | .000  | .000     | .000     | .000  |
| 2009년     | 라쿠텐     | 105   | 213   | 176   | 19    | 40    | 3       | 1       | 1     | 48    | 8     | 7     | 4        | 17       | 1        | 18    | 0    | 0     | 31    | 1        | .227  | .297     | .273     | .570  |
| 2010년     | 라쿠텐     | 7     | 0     | 0     | 1     | 0     | 0       | 0       | 0     | 0     | 0     | 0     | 0        | 0        | 0        | 0     | 0    | 0     | 0     | 0        | ----  | ----     | ----     | ----  |
| 통산: 14년 | 통산: 14년 | 1371  | 5069  | 4261  | 574   | 1069  | 143     | 63      | 19    | 1395  | 303   | 279   | 99       | 267      | 36       | 475   | 11   | 26    | 599   | 36       | .251  | .327     | .327     | .655  |

- 굵은 글씨는 시즌 최고 성적.

### 연도별 수비 성적
| 연도       | 소속       | 2루   | 2루   | 2루   | 2루   | 2루   | 2루      | 3루   | 3루   | 3루   | 3루   | 3루   | 3루      | 유격  | 유격  | 유격  | 유격  | 유격  | 유격     |
| 연도       | 소속       | 경 기 | 척 살 | 보 살 | 실 책 | 병 살 | 수 비 율 | 경 기 | 척 살 | 보 살 | 실 책 | 병 살 | 수 비 율 | 경 기 | 척 살 | 보 살 | 실 책 | 병 살 | 수 비 율 |
| ---------- | ---------- | ----- | ----- | ----- | ----- | ----- | -------- | ----- | ----- | ----- | ----- | ----- | -------- | ----- | ----- | ----- | ----- | ----- | -------- |
| 1997       | 지바 롯데  | -     | -     | -     | -     | -     | -        | -     | -     | -     | -     | -     | -        | 135   | 197   | 459   | 14    | 86    | .979     |
| 1998       | 지바 롯데  | -     | -     | -     | -     | -     | -        | -     | -     | -     | -     | -     | -        | 123   | 236   | 417   | 16    | 106   | .976     |
| 1999       | 지바 롯데  | -     | -     | -     | -     | -     | -        | -     | -     | -     | -     | -     | -        | 130   | 230   | 421   | 13    | 84    | .980     |
| 2000       | 지바 롯데  | -     | -     | -     | -     | -     | -        | -     | -     | -     | -     | -     | -        | 135   | 226   | 489   | 11    | 98    | .985     |
| 2001       | 지바 롯데  | -     | -     | -     | -     | -     | -        | -     | -     | -     | -     | -     | -        | 140   | 252   | 492   | 16    | 99    | .979     |
| 2002       | 지바 롯데  | -     | -     | -     | -     | -     | -        | -     | -     | -     | -     | -     | -        | 93    | 175   | 298   | 3     | 57    | .994     |
| 2003       | 지바 롯데  | -     | -     | -     | -     | -     | -        | -     | -     | -     | -     | -     | -        | 134   | 226   | 483   | 8     | 86    | .989     |
| 2004       | 지바 롯데  | -     | -     | -     | -     | -     | -        | 1     | 1     | 0     | 0     | 0     | 1.000    | 88    | 148   | 275   | 8     | 65    | .981     |
| 2005       | 지바 롯데  | -     | -     | -     | -     | -     | -        | -     | -     | -     | -     | -     | -        | 112   | 142   | 290   | 3     | 64    | .993     |
| 2006       | 요미우리   | 76    | 114   | 196   | 4     | 34    | .987     | -     | -     | -     | -     | -     | -        | 27    | 14    | 21    | 0     | 5     | 1.000    |
| 2007       | 요미우리   | 2     | 0     | 2     | 0     | 0     | 1.000    | -     | -     | -     | -     | -     | -        | 51    | 22    | 41    | 1     | 10    | .984     |
| 2008       | 요미우리   | 7     | 1     | 2     | 0     | 0     | 1.000    | 5     | 1     | 2     | 0     | 0     | 1.000    | -     | -     | -     | -     | -     | -        |
| 2009       | 라쿠텐     | 63    | 77    | 113   | 2     | 23    | .990     | 12    | 2     | 4     | 0     | 1     | 1.000    | 34    | 33    | 69    | 0     | 15    | 1.000    |
| 2010       | 라쿠텐     | -     | -     | -     | -     | -     | -        | 3     | 2     | 1     | 0     | 1     | 1.000    | 2     | 0     | 1     | 0     | 0     | 1.000    |
| 통산: 14년 | 통산: 14년 | 148   | 192   | 313   | 6     | 57    | .988     | 21    | 6     | 7     | 0     | 2     | 1.000    | 1204  | 1901  | 3756  | 93    | 775   | .984     |

- 각 연도별 굵은 글씨는 시즌 최고 성적.
- 연도에서 굵은 글씨는 골든 글러브상 수상 연도.